# Saint-Mesmin (Vendée)
Saint-Mesmin ist eine französische Gemeinde mit 1771 Einwohnern (Stand 1. Januar 2022) im Département Vendée in der Region Pays de la Loire. Sie gehört zum Gemeindeverband Pays de Pouzauges.

## Geografie
Dieser Teil der Vendée befindet sich in der Vendée « Hoch-Bocage », in der Nähe der Grenzen des Gebietes «Gâtine» im Departement Deux-Sèvres.
Die Höhe reicht von 142 Meter bis 248 Meter auf dem Granitmassiv der Gemeinde, die durchschnittliche Höhe beträgt 178 Meter.
Das Gemeindegebiet umfasst 2 646 Hektar.
Saint-Mesmin liegt 64 Kilometer östlich von La Roche-sur-Yon, 43 Kilometer südlich von Cholet, 80 Kilometer südöstlich von Nantes, 20 Kilometer südwestlich von Bressuire und 7,7 Kilometer nordöstlich von Pouzauges an der Ostgrenze zwischen dem Pays de la Loire und Nouvelle-Aquitaine in der Haut-Bocage, einem Teil der Bocage vendéen.
Die Sèvre Nantaise fließt durch das Gemeindegebiet.

## Ortsnamen
Saint-Mesmin aus dem Latein « Sancti Maximini ».

## Geschichte

### 12. Jahrhundert
Im Jahr 1179 erscheinen die Namen der Kirchen von Saint-Mesmin-le-Vieux « ecclesiam Sancti Maximini veteris » und Saint-André-sur-Sèvre « ecclesiam Sancte Andree super separim » auf einer Liste unter 127 anderen Kirchen, Besitzungen bestätigt in a päpstliche Bulle von Papst Alexander III. an die Abtei von Saint-Jouin-de-Marnes, der Diözese Poitiers.

### 13. Jahrhundert

#### De Montfaucon ist Herr von Saint-Mesmin und Bau das Schloss
Am 10. Mai 1276 wird zum ersten Mal die Familie de Montfaucon als Herr von Saint-Mesmin erwähnt: « en la cour de Jean de Montefalconis, militis, ist Domini Sancti Maximini » gleichbedeutend mit « Im Hof von Jean de Montefalconis, Ritter, Herr der Heiligen Saint-Mesmin ».
Die Arme der Familie De Montfaucon sind: « Vert ein Löwe aus Gold ».
Das Schloss wurde in der Mitte des 13. Jahrhunderts gebaut; Obwohl das Schloss keine architektonischen Merkmale dieser Zeit aufweist, ähneln die archäologischen Fundstücke dem 13. Jahrhundert.

### 14. Jahrhundert

#### Hundertjähriger Krieg
Im Jahre 1360, zu Beginn des Jahrhunderts des Konflikts zwischen den Plantagenets und den Kapetianern, die zum Teil in Poitou, Normandie und Aquitanien stattfanden, während des Hundertjährigen Krieges, der am 20. März gegen die Engländer und die Franzosen Jehan de Montfaucon gerichtet war, sagt Ritter und Herr des Landes Saint-Mesmin, und Le Terrier, in der Gemeinde Mouilleron-en-Pareds, Vouvant und Mervent.

#### Königlicher Erlass vom 19. Juli 1367
Eine königliche Verordnung vom 19. Juli 1367 vorgeschrieben, um die Hochburgen von Poitou zu befestigen.
Das Schloss, die in der Mitte des 13. Jahrhunderts erbaut wurde, steht wirklich auf dieser Festung zu konsolidieren.
Fortifikation für den Krieg, sondern auch, um die Arbeitslose Söldner zu drücken, in Friedenszeiten, die auf dem Land Plünderungen sind, zu vergewaltigen und Banden in Krankheiten hausieren, warten zu dienen, eine Armee ein König, der den Konflikt wieder aufnehmen würde. Fünf U-Bahn-Refugien wurden inventarisiert sagte zu platzieren: Purchain, Montboisé die Audrière das Raue, die Limouzinière.5
Im Jahr 1370 heiratete Pierre de Montfaulcon, Ritter, Jeanne de Bazoges; ihre Tochter, Ide, ist die Frau von William II von Appelvoisin, Ritter des Ordens von Tiercelet, Lord of Appelvoisin (Saint-Paul-en-Gâtine, 79) und Holz Chapeleau (La Chapelle-Thireuil 79), die 1385 in Begleitung von Guillaume L'Archeveque, Vater von Parthenay, diente.
Im Anschluss an die Bestellung von 1367 hat Pierre De Montfaucon bedeutende Befestigungsarbeiten auf der Burg von Saint-Mesmin unternommen, zwischen 1372 und 1375.

### 15. Jahrhundert
Aufeinanderfolgende Familien Herren von Saint-Mesmin und das Schloss.

### 16. Jahrhundert
Im Jahr 1513 – Familie Du Plessis de la Bourgognière. Louise de Montfaucon, Tochter von Jacques de Montfaucon und Marie de Feschal, heiratet Charles Du Plessis de la Bourgognière.
In 1575 - Familie De Vaudrey de Saint-Phal. Die Herrschaft geht durch die Ehe in der Familie De Vaudrey de Saint-Phal, die bis 1650 erhalten bleibt.

### 17. Jahrhundert
Im Jahr 1650 - Familie Petit de la Guierche. Am 7. März 1650 erwirbt Gilbert Petit, Ritter, Stadtrat des Königs, das Land Saint-Mesmin in der Nähe von Georges de Vaudrey de Saint-Phal.

### 18. Jahrhundert

#### Petit de la Guierche macht Saint-Mesmin zu einem Marquisat.
Im Jahr 1705 - Hardy Petit de la Guierche ist ohne Zweifel der Ursprung der Markgrafschaft der schloss.
Alexis-Henry Petit ist das einzige Kind von Marie und Hardy Petit. In einer Huldigung, die er 1717 an die Pariser Rechnungshof richtete, erklärte er, er besitze den Markgrafen von Saint-Mesmin.
Von 1755 bis zur Französischen Revolution - Familie Vasselot. Im Jahr 1755 heiratete Alexis-Françoise Petit Messire Jacques-René-Francois-Marie de Vasselot, Ritter und Herr, Marquis dAnne-Marie.

#### Aufstand der Vendée

##### 1793 Übergangder Höllenkolonnen(„Colonnes Infernales“) nach Saint-Mesmin
1793 war das Schloss Château de Saint-Mesmin ein Stützpunkt des Generals Louis Marie Turreau, der mit seinen Truppen, genannt Colonnes infernales („Höllenkolonnen“), während des Aufstands der Vendée die Vendée heimsuchte.
Das Schloss brannte, nur eine alte Dame von Vasselot, die während der Revolution besetzt war, wurde getötet.

##### 1794 Brand des Schlosses
Im Januar 1794 verbrannte eine Abteilung der Höllensäulen unter dem Befehl von Brisset das Schloss.

##### 1796 wurde die Burg von 40Vendéensangegriffen und belagert
In das Schloss befanden sich 250 Soldaten der Revolutionsgarde. Ungefähr vierzig Vendeen, angeführt von Louis Péault, Feldwebel, Wildhüter der Markgrafschaft Saint-Mesmin, griffen eine republikanische Abteilung von 250 Mann an, die von Adjutant General Cortez befehligt wurde. Nach einem Gegenangriff versucht Cortez, die Vendeen zu umzingeln, die sich in das Schloss von Saint-Mesmin zurückziehen, wo sie sich selbst festhalten.
Vom 21. bis 24. Februar sind die Angriffe der republikanischen Truppen ohne schlüssige Ergebnisse. Aber aus Mangel an Nahrung sind die Vendeaner bereit, sich zu ergeben. Ihnen werden Lebensrettungen versprochen. Die etwa vierzig Vendées wurden nach La Chataigneraie gebracht, wo der Generalstabschef Bonnaire befahl, einen Militärrat zu bilden, um sie zu verurteilen und zu erschießen, trotz der Aussicht auf gerettetes Leben.
Glücklicherweise warnte General Hoche, Oberbefehlshaber der westlichen Truppen, vor dem Vorfall, verlangte und erlangte von seinen Untergebenen die Achtung der Bedingungen der Kapitulation. Die Vendeen wurden dann nach Fontenay-le-Comte, dann nach Noirmoutier geleitet, wo sie bis zum Ende des Krieges blieben.

### 20. Jahrhundert
Im Ersten Weltkrieg diente das Schloss als Lazarett.

## Sehenswürdigkeiten
Das Schloss Château de Saint-Mesmin besteht aus einem Hauptgebäude aus dem 13. Jahrhundert, mit einem Donjon 28 Meter hoch aus dem 15. Jahrhundert und einer Kapelle aus dem 16. Jahrhundert. Das Schloss befindet sich heute im Privatbesitz und kann im Sommer besichtigt werden. Im Jahr 2006 hatte sie über 15000 Besucher. Seit 1988 ist sie in das Zusatzverzeichnis der Monuments historiques (historische Denkmale) eingetragen.

## Wirtschaft
Wichtige Erwerbszweige der Saint-Mesminois sind Ackerbau und Rinderzucht. Es gibt eine Landwirtschaftsgenossenschaft vor Ort.